# 마탈레
마탈레(싱할라어: මාතලේ, 타밀어: மாத்தளை)는 스리랑카 중부 주 마탈레구의 행정 중심지이다.